# Режим Verbose
В обчислювальній техніці режим Verbose (укр. багатослівний, докладний режим) — це опція, доступна в багатьох комп’ютерних операційних системах і мовах програмування, яка надає додаткові відомості про те, що робить комп’ютер і які драйвери та програмне забезпечення він завантажує під час запуску або під час роботи, таким чином він створює детальний список для діагностичних цілей, що полегшує відлагодження програми.
Під час запуску програм у командному рядку докладний вивід зазвичай виводиться у стандартний вивід .
Для багатьох програм командного рядка можна встановити докладний режим за допомогою прапорця, наприклад -v або --verbose . Такою програмою, приміром, є cURL . 
Такий режим можна встановити також у Visual Studio.